# ウトロ地区

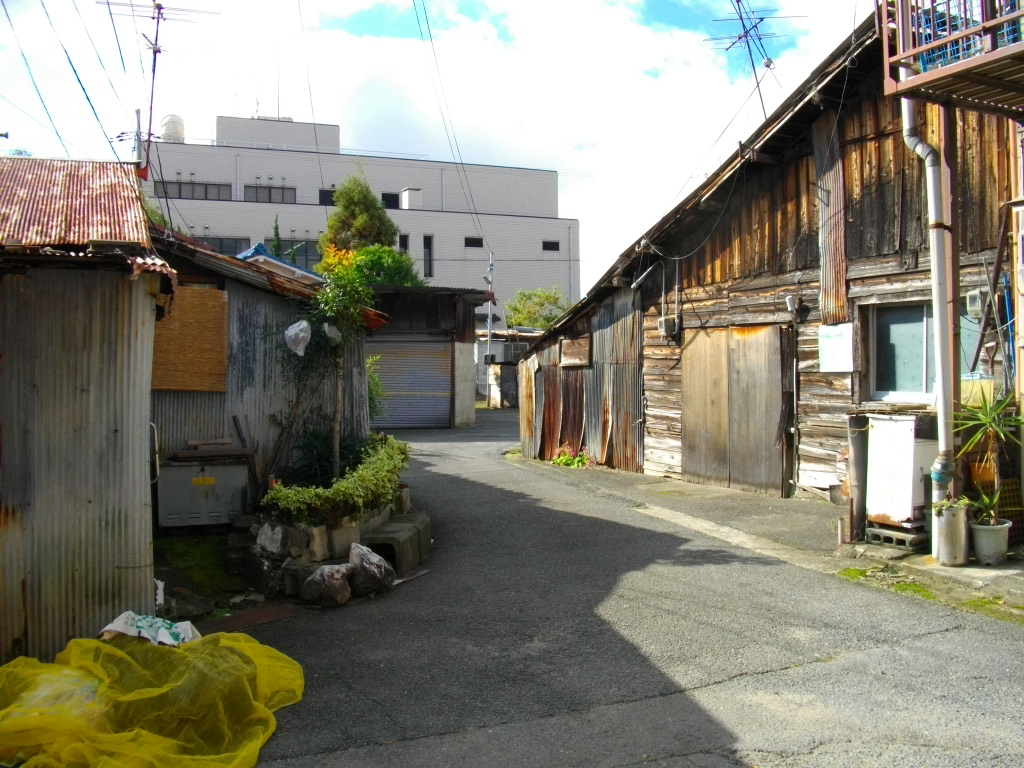
ウトロ地区の町並み

ウトロ地区（ウトロちく）は、京都府宇治市伊勢田町51番地に所在する地区（伊勢田町小字ウトロ）。

## 概要
京都府宇治市伊勢田町ウトロ51番地。この地区には1940年から日本政府が推進した「京都飛行場建設」に集められた在日朝鮮人労働者たちが居住していた。

## 起源
第二次世界大戦中の1942年2月に京都飛行場と、併設の飛行機工場の建設工事が正式決定した。日本国際航空工業（日産車体の源流企業）が建設工事を請け負い、工事には約2000名が従事した。従事者の約1300名が朝鮮人であり、彼等とその家族が生活していた1943年建造の飯場（宿泊設備）が現在のウトロ地区の前身である。元来ウトロと言う名称は、宇治に向かう口と言う意味の宇土口（うとぐち）と言う集落の名称であったが特有の訛りや誤読が定着して、俗にウトロと現在に至り呼ばれている。かつて当地区住民側は居住権を主張する根拠として「ウトロ住民は1944年9月から1945年3月までの間、出稼ぎに来た朝鮮半島出身労務者とその子孫であり、ウトロ住民の居住権は日本政府、もしくは原因企業の日産車体、ひいては母体の日産グループが保証すべきである」とし、地主企業の西日本殖産との法廷闘争と並行して、日本政府、および日産グループを相手方として闘争を展開してきた。しかし、ウトロ地区住民の作る「ウトロ国際対策会議」などによると日本国際航空工業の1300人の朝鮮人労働者達は、ほとんどが国民徴用令や国家総動員法による徴用で来日した訳ではなく、経済的理由で移住してきた者であるとしている。
朝鮮人らで組織されているウトロ町内会の調査では、2005年時点ウトロ地区に暮らす65世帯のうち、（1）大戦中に飛行場建設工事に関わった1世と子孫、（2）その親類縁者 （3）戦後（1945年以降）にウトロに移住してきた家族とその子孫が、それぞれ3分の1ずつを占めるとされる。65歳以上の高齢者を含む世帯が30世帯、その中で高齢者だけの世帯が16世帯20人。生活保護世帯が全体の約20％（宇治市平均約1％）である。このように、若い世代はウトロから転出し、高齢層は日本から生活保護を受けることで残っている傾向にあるとしている。しかし、韓国の国務総理傘下の「日帝強占下での強制動員被害者の真相究明委員会」も、2006年末の報告書で、ウトロ地区住民について、「強制徴用者ではなく、元から日本に居住していた朝鮮人がほとんど」と明らかにしている。また、水野直樹は講演で、戦時中に鉱山での過酷な労働を嫌って逃げ出した朝鮮人労働者が多く、軍指定の労働のためここで働けばまた徴用に会わないと、ウトロ地区に来た者もいたと述べている。
よってウトロ地区は、徴用以前から日本に居住していた朝鮮人を基盤とし、これに1943-1945年3月までに来日したものの帰国しなかった被徴用者と、戦後に地区に来た朝鮮人らが加わって形成されたものである。

## ウトロ地区問題の推移
1945年7月、飛行場が米軍に爆撃されたことを受けて航空機工場は生産活動を停止し、従事者の全てが失職した。終戦と同時に飛行場の建設が中止されると彼らが居座る理由も法的な根拠も無くなり、更に同基地と付帯設備はGHQが接収することとなった。朝鮮人労働者の大半は帰国したが、GHQからの退去勧告および朝鮮への帰国要求を拒否した朝鮮人労働者は不法に残留し続け、GHQが接収できなかった元・飯場が朝鮮人集落の原型となった。これは朝鮮までの船賃が労働賃金の数ヶ月分にも相当するほど高額で工面できなかったり、GHQによる無償の送還事業から漏れる等して帰国できなかったためである。朝鮮人の集落は日本各地に存在するが、私有地の不法占拠という点でウトロ地区は他の地域と事情を異にする。
日本国際航空工業の合併等により1962年の7月に、ウトロ地区の土地所有権は日産車体工機（現・日産車体）へと移る。1980年代、不法占拠であることを理由として水道管の敷設を認めない日産車体側と、人権問題であるとして水道管の敷設を認めるよう要求するウトロ地区住民側が対立。1987年3月、日産車体が水道管の敷設を認める結果となった。

### 土地転がし騒動
1987年3月、日産車体はこの問題を解決するために80世帯380名（当時）が居住するウトロ地区の全土地を、同地区の自治会長を自称する平山桝夫こと許昌九（ホ・チャング）に3億円で売却した。許に資金を融資したのは在日本大韓民国居留民団（現・在日本大韓民国民団）系の金融機関の旧・大阪商銀であり、その融資の連帯保証人となったのは、在日本大韓民国居留民団の京都地方本部団長であった河炳旭（ハ・ビョンウク）である。
2カ月後の1987年5月、許昌九はウトロ地区の土地を、許が設立した西日本殖産という名の不動産会社に4億4500万円で転売した。西日本殖産は同年4月30日に河炳旭が100万円の資本金を出資して設立されたばかりの有限会社であり、設立当時は許の親族が代表で、許昌九が役員であった。大阪商銀は西日本殖産への融資に対し、ウトロ地区の土地に極度額5億円の根抵当権を設定した。登記簿は中間省略され日産車体から西日本殖産への売買の形で所有権移転登記が行われた。国土利用計画法第23条による届け出は1986年12月4日に日産車体と平山より出され、京都府は審査のうえ問題ないと判断し1987年1月13日に通知をした。しかるに西日本殖産への売却に際しての届け出はなく、同法違反の疑いがある。西日本殖産の代表取締役が、一時期この平山桝夫（こと許昌九　ホ・チャング）であったという事実もあるので、その辺は若干ルーズに行われた可能性がある。
1988年9月、河炳旭はウトロ地区の土地を所有する西日本殖産ごと金澤土建という土木建築会社に売却し、ウトロ地区から手を引いた。なお当時はバブルの絶頂期であり、投機目的での短期間の土地転売による利鞘稼ぎ（土地転がし）が全国で横行した時期でもあった。西日本殖産はウトロ住民側に土地の明け渡しを申し入れたが、住民側が応じなかった。

### 立ち退きを求める訴訟
1989年2月、西日本殖産は住民に対し、ウトロ地区の土地購入又は退去を求める民事訴訟を提起。それに前後して、同胞に対する背信行為によって巨額の差益を手にした許はウトロ地区から姿を消し、以降の所在が不明となる。西日本殖産とウトロ地区住民の間の民事訴訟は長期化し、2000年11月、最高裁にてウトロ地区住民側の全面敗訴が確定。

### 日産への要求
1988年、当時の西ドイツの自動車メーカーであるダイムラー・ベンツ（当時）は、第二次大戦中に同社で強制労働に服されたユダヤ人からの補償請求に対し2000万マルクを支払い、同社の自動車博物館の正面に彫刻物を設けた。この事実を知ったウトロ住民は、上京し日産車体と日産自動車に対し補償を要求しようとしたが、面会は拒否された。1993年9月、住民代表は渡米し、ロサンゼルスで北米日産や日本領事館前でデモを行った。
ダイムラー・ベンツは学者に依頼して1994年5月、「ダイムラー・ベンツにおける強制労働者」と称する調査報告書を出版した。それによれば、ダイムラー・ベンツのルツェツォフ（ジェシュフ Rzeszow、旧称: ライヒスホーフ Reichshof）工場（ポーランド）には、ユダヤ人強制収容所からの労働者が運び込まれ、工場付属の強制収用所に700人が宿営させられた。30人用のバラックに100人のユダヤ人が宿営され、「労働を通じての殲滅（Vernichtung）」への移行の一つの代表例で、賃金は会社より国防軍当局に支払われ、労働者に直接渡らなかった。

### 不正な所有権変更
2004年1月、西日本殖産からヤクザ出身で右翼団体員の井上正美という個人に、ウトロ地区の土地の所有権移転登記がなされた。同年6月、西日本殖産が井上へのウトロ地区の土地の所有権移転登記の無効を主張して民事訴訟を提起。井上は2005年5月、 韓国のマスコミからのインタビューにおいて、自身が在日韓国人3世であることを明かし、韓国政府にウトロ地区の土地を5億5000万円で購入するよう要求し、韓国政府によるウトロ地区住民への支援に関する論議の発端ともなった。同年11月、当時の韓国外交通商部長官であった潘基文（パン・ギムン）も、韓国の国会で、韓国政府によるウトロ地区住民への支援について言及している。2006年9月、最高裁は、井上へのウトロ地区の土地の所有権移転登記は無効であり、西日本殖産をウトロ地区の土地の所有者と認める旨の判決を下した。同月、井上は、ウトロ地区の土地の売買に際しての逮捕監禁致傷および強要の容疑で埼玉県警川口警察署に逮捕された。

### 土地買い取り
2004年9月に韓国で開かれた国際会議にウトロ住民4人が出席し、ウトロ問題を訴えたことを機に韓国の政府関係者や国会議員グループなどの視察が相次ぎ、韓国内でにわかにウトロ問題への関心が高まった。その後、韓国の市民団体によるウトロ救援募金が約6500万円、韓国政府の支援金が約3億6000万円拠出され、2007年9月28日、西日本殖産とウトロ町内会で地区全体のほぼ半分を5億円で買い入れる合意が成立している。
2007年にウトロ町内会（金教一会長）は地区内に公営住宅及びウトロ記念館の建設を求める要望書を山田啓二京都府知事に提出している。私有地に税金で公営住宅を建築するべき根拠・理由が全く見当たらないため、当時の国土交通大臣冬柴鐵三は国・京都府・宇治市の3者による協議会設置を指示した（住環境の改善などを表向きの理由にしているが、冬柴は2009年8月の第45回衆議院議員総選挙で落選し、国・京都府・宇治市はいずれも財政難のため、事業主体主も未決定で要望は聞き届けられていない。また、地元の京都新聞の地域欄で何度か取り上げられているが同じ内容を繰り返すに留まっている）。
2009年6月13日に集中豪雨によりウトロを含め小倉・伊勢田の一部で浸水被害を受ける。2008年7月にも浸水被害を受けており、ウトロ地区は古くからたびたび床上・床下浸水の被害に遭っている。ウトロ側の地盤を運搬して滑走路側を整備したために、周りの土地に比べて低地になっていることから浸水し易いと思われているが、実際は大雨の度に都市下水路が溢水を起こすことに起因する河川の問題である。宇治市議会にて何度も議題に上がっているものの、同市が同地区の中を流れる伊勢田8号水路を改修する権限を持っていないことが大きく影響している。
2010年10月、固定資産税の滞納が原因で地権者の西日本殖産は宇治市に土地を差し押さえられていたが整理回収機構（RCC）も債権を持っており、買取予定の東側土地の債権分配案を西日本殖産が9月に提示したが宇治市が10月下旬に拒否した。宇治市は「全額を回収しないと税の公平さに欠け、住民訴訟になると判断した」と話している。
2011年1月、宇治市は西日本殖産より土地売却代金のうち市が債権を持つ約3000万円を全額配分する新たな案を提示されて了承した。尚、2010年5月に住民が設立した財団法人が1億3000万円で東側の一部の2750平米を購入し所有権移転が実現したが韓国政府の支出する30億ウォン（約3億8000万円）はその後の円高ウォン安で約2億円弱に目減りし購入可能な土地面積は当初予定のほぼ半分（3800平米）になった。

### 不法占拠状態の解消及び住環境整備

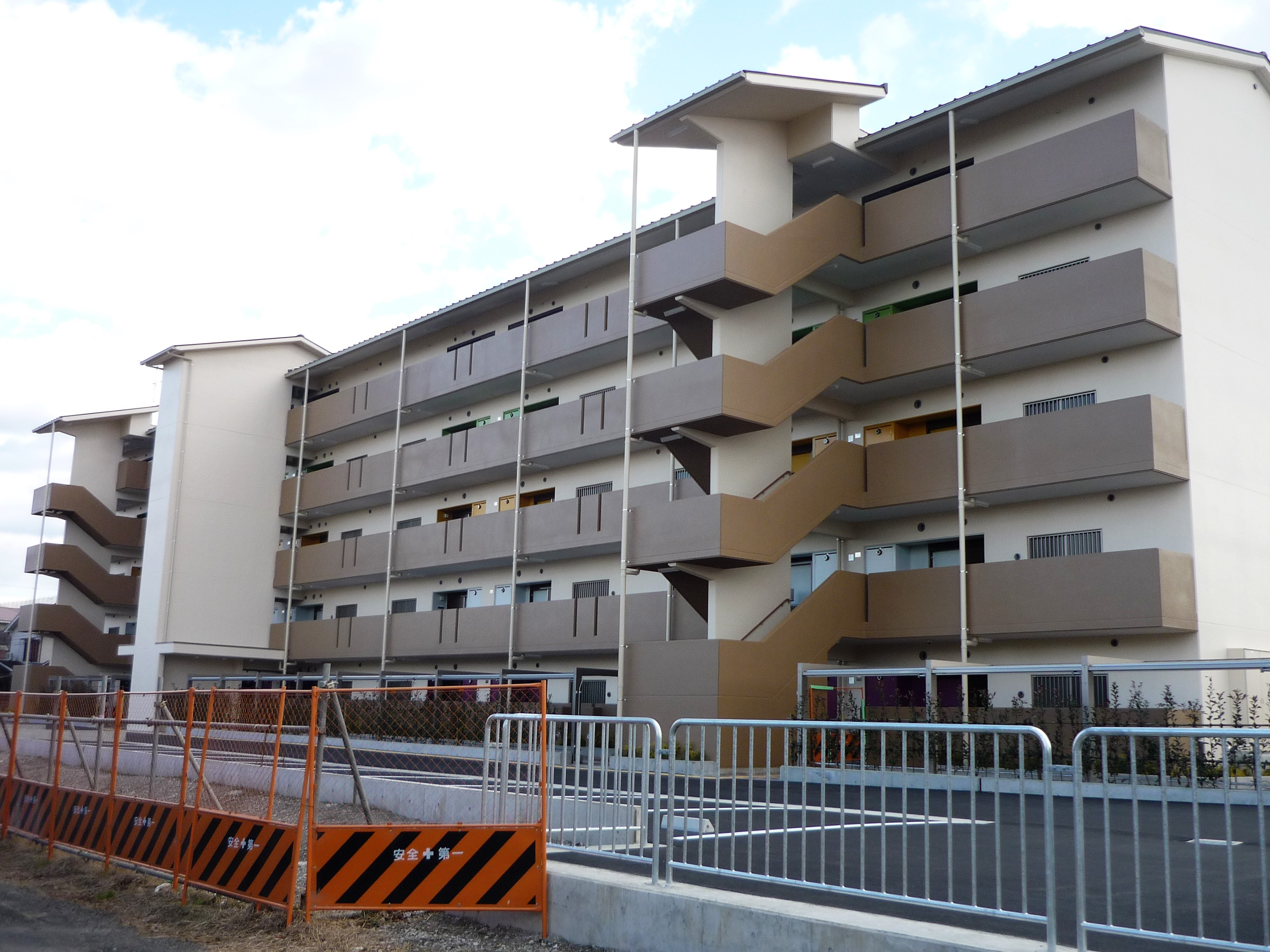
市営住宅1期棟

2011年8月10日、「ウトロ地区住環境改善検討協議会」が約3年ぶりに開かれ、基本構想策定に向けた作業が動き出した。協議会は今後、住民の合意を得て地区の基礎調査を行い、公的住宅の建設などの事業手法を検討する。協議会には木下一也・国土交通省住環境整備室長、黒瀬敏文・府総務部長、川端修・副市長らが出席。協議会は10年2月頃から、住民側が取得した土地を無償で提供してもらうことや、除却した家屋の補償を行わないことなどを町内会に説明しており、住民の合意を得るために協議を続けていることが報告された。尚、これに先立って宇治市で7月31日に行われた「居住福祉サミット」では「ウトロを守る会」の田川明子代表が「行政は『無償で土地を提供すれば、住宅を建てる。建物の補償はしない』と言うが、他の地域では建物の補償をしている。ウトロでも同じようにしてほしい」と述べている。
2012年1月30日、「ウトロ地区住環境改善検討協議会」が開催され、不法占拠状態にある土地の建物撤去についてウトロ町内会役員が「総会で補償を求めないことを決めた」と報告。これを受け、国は来年度予算で同地区に「社会資本整備総合交付金」（額未定）を初めて計上し、住民の意向や住宅の状態を調べる基礎調査に乗り出すとしている。同地区の土地は、ウトロ民間基金財団、韓国政府が支出したウトロ一般財団法人、不動産会社「西日本殖産」（大阪市）の3者が所有。協議会は両財団から土地を無償で借り、公的賃貸住宅を建てる計画だが、住民全員の同意と建物撤去に補償をしないことを条件にしていた。国土交通省の木下一也・住環境整備室長は「一日でも早く住環境の改善が図られるよう、総合交付金で来年度、できるだけ支援したい」と語ったと毎日新聞では伝えている。
2016年市営住宅建設のために家屋の取り壊しが始まった。2017年12月27日に40世帯分の市営住宅1期棟が完成した。2023年市営住宅2期棟が完成。2024年住環境改善事業が完了。

## 出来事
- 2005年頃 ウトロを守る会のホームページ閉鎖。
- 2007年11月8日、封筒に入った4000万円の寄付金を「東京の李」と名乗る素性不明の人物がウトロ地区町内会の副会長宅に届けた。
- 2005年7月3日から11日まで、日本の人権NGO、反差別国際運動(IMADR・2005年当時の事務局長は武者小路公秀)の招聘により、国際連合人権委員会任命の特別報告者・ドゥドゥ・ディエン（セネガル国籍）が日本の人権状況の調査のため来日した。同報告者は各地の人権団体の案内で、被差別部落（大阪市浪速区・西成区）、ウトロ地区、京都朝鮮中高級学校、部落解放同盟中央本部、北海道ウタリ協会、沖縄・嘉手納基地や、 名護市の普天間基地の代替施設建設予定地を訪問し、ヒアリングを中心とした9日間の調査を行った。同報告者は2006年1月に報告書を発表し、ウトロに関して「日本政府は、ウトロ住民と対話を始め、住民が植民地時代に日本の戦争遂行のための労働にかり出されてこの地に住まわされた事実に照らし、住民を強制立ち退きから保護し、居住権を保障する適切な措置を直ちにとるべきである」とした。この国際連合人権委員会の勧告に強制力は無く、調査対象とされた多くの他国政府は勧告を無視している。日本政府も公式の反応を示していない。また、この報告書に関しては、産経新聞が「調査をアレンジした武者小路公秀がピースおおさかの会長でもあり、金正日の思想を普及しようとするチュチェ思想国際研究所と関係の深い人物である」事実を挙げて、「日本に悪意を抱く人物が人権を武器として、国際連合を利用し日本に言いがかりをつけることがよくある」と主張している[28]。

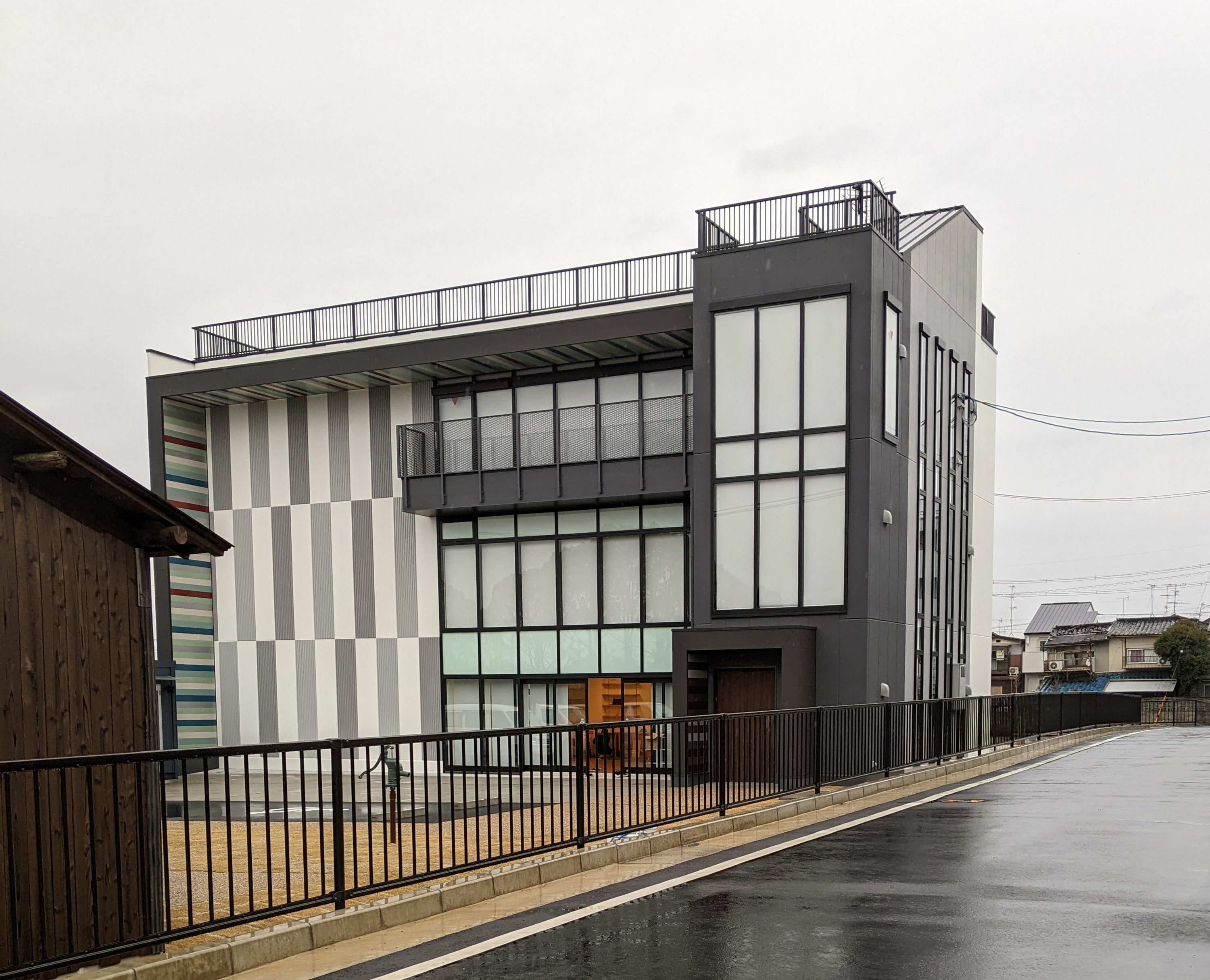
ウトロ平和祈念館

- 2021年8月30日、同地区内で放火事件が発生。空き家・倉庫計5棟が全焼し、住宅2棟が半焼した[29]。全焼した空き家の中には後述の「ウトロ平和祈念館」で展示される予定だった生活用品などの資料があった[30]。放火容疑で逮捕された無職の男は同年7月にも名古屋市内に所在する韓国民団愛知県本部を放火し、器物損壊容疑で逮捕・書類送検されており[29][30]、警察の調べに対して「日本人の注目を集めたくて火をつけた」と供述している[31]。板垣竜太同志社大学教授・金尚均龍谷大学教授・上瀧浩子弁護士[注 1]が共同代表を務める「京都府・市に有効なヘイトスピーチ対策の推進を求める会」と一般財団法人「ウトロ民間基金財団」は同放火事件について「ヘイトクライムの可能性が高い」とし、動機の解明やネット上の差別扇動等の対応を警察・行政機関に求める声明を出した[32]。松村淳子宇治市長は同事件について「何があっても許すべきでない」と述べた[33]。犯人の男には京都地方裁判所において実刑判決が下された。

- 2022年4月30日に同地区の歴史を伝える「ウトロ平和祈念館」が開館した[34]。